# Mathys Rondel
Pour les articles homonymes, voir Rondel (homonymie).
Mathys Rondel, né le 23 septembre 2003, est un coureur cycliste français. Il est professionnel depuis 2023 au sein de l'équipe Tudor.
Il est le fils du patineur de roller de vitesse Anthony Rondel.

## Biographie
Pratiquant surtout le patinage de vitesse et le roller, il commence réellement le cyclisme en 2020. Il termine 6e du classement général du Tour de l'Avenir 2023,.
Fin 2023, il déménage dans la vallée d'Aure dans les Pyrénées.

## Palmarès

### Par années
- 2023
  - 2e du Tour Alsace
- 2024
  - 3e étape de l'Istrian Spring Trophy
  - Orlen Nations Grand Prix : 
    - Classement général
    - 2e étape
- 2025
  - 9e du Tour de Romandie

### Classements mondiaux
| Année                                 | 2023 |
| ------------------------------------- | ---- |
| Classement mondial                    | 711e |
|                                       |      |
| Légende : nc = non classéSource : UCI |      |